# Gué Chatenay
Der Gué Chatenay (auch Gai Chatenay genannt) ist ein Küstenfluss in Frankreich, der im Département Vendée in der Region Pays de la Loire verläuft. Er entspringt an der Gemeindegrenze von Poiroux und Saint-Avaugourd-des-Landes, entwässert in südwestlicher Richtung und passiert die Kleinstadt Talmont-Saint-Hilaire. Unmittelbar danach erreicht der Fluss ein von Sumpf- und Salzwiesen geprägtes Gebiet, das fallweise vom Meerwasser geflutet wird. Bereits im Mittelalter wurden Maßnahmen zur Entwässerung getroffen, um Raum für die landwirtschaftliche Nutzung zu erhalten. Hier wird aber auch Meersalz gewonnen und  Fisch- und Austernzucht betrieben. Der Fluss nimmt noch von rechts seinen Zufluss Petit Chenal des Hautes Mers au Payré auf und beendet dann nach rund 23 Kilometern seinen Lauf in einem unstrukturierten Marschland, dessen Wasser vom Ästuar Peyré zum Atlantischen Ozean abgeleitet wird.

## Orte am Fluss
(Reihenfolge in Fließrichtung)
- Le Guy Chatenay, Gemeinde Saint-Avaugourd-des-Landes
- Poiroux
- Sorin, Gemeinde Talmont-Saint-Hilaire
- Talmont-Saint-Hilaire